# NGC 2690
NGC 2690 est une galaxie spirale vue par la tranche et située dans la constellation de l'Hydre. NGC 2690 a été découverte par l'astronome américain Lewis Swift en 1886.

## Caractéristiques
Sa vitesse par rapport au fond diffus cosmologique est de 1 911 ± 45 km/s, ce qui correspond à une distance de Hubble de 28,2 ± 2,1 Mpc (∼92 millions d'al).
La classe de luminosité de NGC 2690 est I-II.